# Handball-Panamerikameisterschaft der Männer 2000
Die Handball-Panamerikameisterschaft der Männer 2000 war die neunte Austragung der Handball-Panamerikameisterschaft der Männer für Nationalmannschaften Nord-, Zentral- und Südamerikas sowie der Karibik. Organisiert wurde das Turnier von der Pan-American Team Handball Federation. Es wurde vom 23. bis 28. Mai 2000 im Polideportivo in São Bernardo do Campo ausgetragen. Nachdem das Team aus Kuba die ersten acht Panamerikameisterschaften gewonnen hatte, gewann Argentinien seinen ersten Titel. Die ersten vier Mannschaften qualifizierten sich für die Weltmeisterschaft 2001. Nach dem Verzicht Kubas erhielt Grönland den freien Startplatz.

## Turnierverlauf

### Gruppe A
Legende
| Pl. | Land        | Sp. | S | U | N | Tore    | Diff. | Punkte |
| --- | ----------- | --- | - | - | - | ------- | ----- | ------ |
| 1.  | Argentinien | 3   | 3 | 0 | 0 | 068:500 | +18   | 6      |
| 2.  | Kuba        | 3   | 2 | 0 | 1 | 090:550 | +35   | 4      |
| 3.  | Grönland    | 3   | 1 | 0 | 2 | 062:750 | −13   | 2      |
| 4.  | Uruguay     | 3   | 0 | 0 | 3 | 057:980 | −41   | 0      |

Anmk.: Bei Punktgleichheit entschied der direkte Vergleich, dann das Torverhältnis.
| 23. Mai 2000 | Kuba   | 41:17 | Uruguay | Polideportivo, São Bernardo do Campo |
| 23. Mai 2000 | (22:8) |       |         | Polideportivo, São Bernardo do Campo |
| 23. Mai 2000 |        |       |         | Polideportivo, São Bernardo do Campo |

| 23. Mai 2000 | Argentinien | 20:16 | Grönland | Polideportivo, São Bernardo do Campo |
| 23. Mai 2000 | (11:8)      |       |          | Polideportivo, São Bernardo do Campo |
| 23. Mai 2000 |             |       |          | Polideportivo, São Bernardo do Campo |

| 24. Mai 2000 | Argentinien | 28:14 | Uruguay | Polideportivo, São Bernardo do Campo |
| 24. Mai 2000 | (12:9)      |       |         | Polideportivo, São Bernardo do Campo |
| 24. Mai 2000 |             |       |         | Polideportivo, São Bernardo do Campo |

| 24. Mai 2000 | Kuba   | 29:17 | Grönland | Polideportivo, São Bernardo do Campo |
| 24. Mai 2000 | (13:7) |       |          | Polideportivo, São Bernardo do Campo |
| 24. Mai 2000 |        |       |          | Polideportivo, São Bernardo do Campo |

| 25. Mai 2000 | Grönland | 29:26 | Uruguay | Polideportivo, São Bernardo do Campo |
| 25. Mai 2000 | (15:9)   |       |         | Polideportivo, São Bernardo do Campo |
| 25. Mai 2000 |          |       |         | Polideportivo, São Bernardo do Campo |

| 25. Mai 2000 | Argentinien | 21:20 | Kuba | Polideportivo, São Bernardo do Campo |
| 25. Mai 2000 | (9:10)      |       |      | Polideportivo, São Bernardo do Campo |
| 25. Mai 2000 |             |       |      | Polideportivo, São Bernardo do Campo |

### Gruppe B
Legende
| Pl. | Land                    | Sp. | S | U | N | Tore     | Diff. | Punkte |
| --- | ----------------------- | --- | - | - | - | -------- | ----- | ------ |
| 1.  | Brasilien               | 3   | 3 | 0 | 0 | 0121:420 | +79   | 6      |
| 2.  | Vereinigte Staaten      | 3   | 2 | 0 | 1 | 063:800  | −17   | 4      |
| 3.  | Dominikanische Republik | 3   | 1 | 0 | 2 | 075:1050 | −30   | 2      |
| 4.  | Mexiko                  | 3   | 0 | 0 | 3 | 063:930  | −30   | 0      |

Anmk.: Bei Punktgleichheit entschied der direkte Vergleich, dann das Torverhältnis.
| 23. Mai 2000 | Vereinigte Staaten | 25:17 | Mexiko | Polideportivo, São Bernardo do Campo |
| 23. Mai 2000 | (9:7)              |       |        | Polideportivo, São Bernardo do Campo |
| 23. Mai 2000 |                    |       |        | Polideportivo, São Bernardo do Campo |

| 23. Mai 2000 | Brasilien | 47:18 | Dominikanische Republik | Polideportivo, São Bernardo do Campo |
| 23. Mai 2000 | (25:10)   |       |                         | Polideportivo, São Bernardo do Campo |
| 23. Mai 2000 |           |       |                         | Polideportivo, São Bernardo do Campo |

| 24. Mai 2000 | Vereinigte Staaten | 27:24 | Dominikanische Republik | Polideportivo, São Bernardo do Campo |
| 24. Mai 2000 | (12:11)            |       |                         | Polideportivo, São Bernardo do Campo |
| 24. Mai 2000 |                    |       |                         | Polideportivo, São Bernardo do Campo |

| 24. Mai 2000 | Brasilien | 35:13 | Mexiko | Polideportivo, São Bernardo do Campo |
| 24. Mai 2000 | (18:5)    |       |        | Polideportivo, São Bernardo do Campo |
| 24. Mai 2000 |           |       |        | Polideportivo, São Bernardo do Campo |

| 25. Mai 2000 | Dominikanische Republik | 33:31 | Mexiko | Polideportivo, São Bernardo do Campo |
| 25. Mai 2000 | (15:12)                 |       |        | Polideportivo, São Bernardo do Campo |
| 25. Mai 2000 |                         |       |        | Polideportivo, São Bernardo do Campo |

| 25. Mai 2000 | Brasilien | 39:11 | Vereinigte Staaten | Polideportivo, São Bernardo do Campo |
| 25. Mai 2000 | (17:5)    |       |                    | Polideportivo, São Bernardo do Campo |
| 25. Mai 2000 |           |       |                    | Polideportivo, São Bernardo do Campo |

### Platzierungsrunde
| 26. Mai 2000 | Grönland | 35:18 | Mexiko | Polideportivo, São Bernardo do Campo |
| 26. Mai 2000 | (18:7)   |       |        | Polideportivo, São Bernardo do Campo |
| 26. Mai 2000 |          |       |        | Polideportivo, São Bernardo do Campo |

| 26. Mai 2000 | Dominikanische Republik | 34:30 n. V. | Uruguay | Polideportivo, São Bernardo do Campo |
| 26. Mai 2000 | (8:4), (26:26)          |             |         | Polideportivo, São Bernardo do Campo |
| 26. Mai 2000 |                         |             |         | Polideportivo, São Bernardo do Campo |

### Halbfinale
| 27. Mai 2000 | Argentinien | 28:18 | Vereinigte Staaten | Polideportivo, São Bernardo do Campo |
| 27. Mai 2000 | (18:7)      |       |                    | Polideportivo, São Bernardo do Campo |
| 27. Mai 2000 |             |       |                    | Polideportivo, São Bernardo do Campo |

| 27. Mai 2000 | Kuba    | 26:24 | Brasilien | Polideportivo, São Bernardo do Campo |
| 27. Mai 2000 | (10:13) |       |           | Polideportivo, São Bernardo do Campo |
| 27. Mai 2000 |         |       |           | Polideportivo, São Bernardo do Campo |

### Spiel um Platz 7
| 27. Mai 2000 | Mexiko          | 22:19 n. V. | Uruguay | Polideportivo, São Bernardo do Campo |
| 27. Mai 2000 | (9:11), (19:19) |             |         | Polideportivo, São Bernardo do Campo |
| 27. Mai 2000 |                 |             |         | Polideportivo, São Bernardo do Campo |

### Spiel um Platz 5
| 28. Mai 2000 | Grönland | 27:21 | Dominikanische Republik | Polideportivo, São Bernardo do Campo |
| 28. Mai 2000 | (16:8)   |       |                         | Polideportivo, São Bernardo do Campo |
| 28. Mai 2000 |          |       |                         | Polideportivo, São Bernardo do Campo |

### Spiel um Platz 3
| 28. Mai 2000 | Brasilien | 38:17 | Vereinigte Staaten | Polideportivo, São Bernardo do Campo |
| 28. Mai 2000 | (19:10)   |       |                    | Polideportivo, São Bernardo do Campo |
| 28. Mai 2000 |           |       |                    | Polideportivo, São Bernardo do Campo |

### Finale
| 28. Mai 2000 | Argentinien | 26:25 | Kuba | Polideportivo, São Bernardo do Campo |
| 28. Mai 2000 | (14:14)     |       |      | Polideportivo, São Bernardo do Campo |
| 28. Mai 2000 |             |       |      | Polideportivo, São Bernardo do Campo |

## Platzierungen
Legende
| Rang | Mannschaft |
| ---- | --- |
|      | Argentinien Kader: Christian Canzoniero, Javier Zago, Germán Pardales, Cristian Plati, Martiniano Molina, Gonzalo Viscovich, Andrés Kogovsek, Federico Besasso, Mariano Larre, Eric Gull, Alejandro Mariné, Pablo Ojea, Sergio Crevatín, Gonzalo Carou, Fernando Cesio, Leonardo Facundo Querín. Trainer: Mauricio Torres. |
|      | Kuba |
|      | Brasilien |
| 4    | Vereinigte Staaten |
| 5    | Grönland |
| 6    | Dominikanische Republik |
| 7    | Mexiko |
| 8    | Uruguay |